# Science-Fiction-Jahr 1944
Übersicht

◄◄ | ◄ | 1940 | 1941 | 1942 | 1943 | Science-Fiction-Jahr 1944 | 1945 | 1946 | 1947 | 1948 | ► | ►►

Weitere Ereignisse

## Ereignisse
- Der literarische Kreis Trap Door Spiders wurde in New York City von Fletcher Pratt gegründet.

## Neuerscheinungen Filme
| Deutscher Titel             | Deutschsprachiges Erscheinungsjahr | Originaltitel               | Regie          | Anmerkungen                                                                              |
| --------------------------- | ---------------------------------- | --------------------------- | -------------- | ---------------------------------------------------------------------------------------- |
| Der Unsichtbare nimmt Rache | 1986                               | The Invisible Man’s Revenge | Ford Beebe     | Einen Meilenstein der Tricktechnik stellt die Szene dar, als Griffin beim Essen flüchtet |
| Frankensteins Haus          | 2004                               | House of Frankenstein       | Erle C. Kenton |                                                                                          |
| The Lady and the Monster    |                                    | The Lady and the Monster    | George Sherman | basiert auf dem Roman Donovans Gehirn von Curt Siodmak                                   |

## Geboren
- Eddy C. Bertin († 2018)
- Richard Bowes († 2023)
- Damien Broderick († 2025)
- Terry Brooks
- Jerzy Broszkiewicz († 1993)
- Mildred Downey Broxon
- Jack L. Chalker († 2005)
- David Feintuch († 2006)
- David Gerrold, verwendete 1972 als Erster den Begriff „Computervirus“
- Molly Gloss
- Donald F. Glut
- Roland J. Green († 2021)
- Russell M. Griffin († 1986)
- Ken Grimwood († 2003)
- Marianne Gruber
- Siegbert G. Günzel
- E. J. Havlik
- Maxim Jakubowski
- Katharine Kerr
- James Kunetka
- Peter Lorenz († 2009)
- Gerd Maximovic
- István Nemere
- Phillip J. Plauger
- Christopher Stasheff († 2018)
- Marianne Sydow, Pseudonym von Marianne Ehrig († 2013)
- Gianfranco de Turris
- Vernor Vinge († 2024)
- Edmund Wnuk-Lipiński († 2015)
- Zhang Xiguo, auch Chang Hsi-kuo

## Gestorben
- Johannes Cotta (* 1862)
- Max Halbe (* 1865)
- Hans Hyan (* 1868)
- Isolde Kurz (* 1853)
- August Wick (* 1869)